# Bennett (Kolorado)
Bennett – miasto w Stanach Zjednoczonych, w stanie Kolorado, w hrabstwie Adams.